# Pierina Scaramella
Pierina Scaramella (Parma, 18 febbraio 1906 – Urbania, 5 novembre 1992) è stata una botanica italiana di origine ebraica. Fondò il "Centro Orto Botanico" dell'Università di Urbino, Istituto di ricerca collegato al Orto Botanico della città. Nel 1986 L'Università di Urbino le conferì la laurea honoris causa in farmacia

## Biografia
Si laureò in scienze naturali a Firenze nel 1927 e iniziò a lavorare come assistente volontaria presso l'Istituto superiore agrario di Firenze. Nel 1930 giunse a Bologna come aiuto di ruolo a botanica e nel 1933 fu incaricata di botanica presso la Scuola di perfezionamento in ispezione annonaria della facoltà di medicina veterinaria della stessa università. Nel 1935 sposò l'architetto Pier Luigi Petri. Fino al 1938 la sua attività universitaria proseguì fra didattica e ricerca, con lavori di micologia ad indirizzo fisiologico, occupandosi anche del genere Penicillium di cui dimostrò le proprietà antibatteriche. Nel 1938 la sua carriera universitaria fu bruscamente interrotta: a seguito della pubblicazione del "Manifesto della razza" (avvenuta il 18 febbraio 1938) fu radiata e, come altre sue colleghe ebree, dovette nascondersi e vivere in clandestinità. Riuscì a lavorare come analista presso l'Istituto sperimentale della Società Zuccheri e il Centro seme di Bologna. Di questo periodo sono gli scritti sulla Beta vulgaris, ma visto che le leggi razziali impedivano agli ebrei di pubblicare, le ricerche portavano il nome del marito o altri laureati. Nel 1945 rientrò, non senza difficoltà, all'Università di Bologna, conseguendo la libera docenza in fisiologia vegetale diventando una delle personalità più significative del settore.
Nel 1965 giunse ad Urbino in qualità di professore incaricato di botanica farmaceutica sollecitata da Paolo Crepax, allora preside della facoltà di farmacia. Il successivo preside, Giorgio Fornaini, e il rettore Carlo Bo le confermarono stima e fiducia permettendole di ristrutturare l'edificio interno all'orto botanico per farne un centro di ricerca all'avanguardia. In breve tempo riuscì a creare laboratori dotati di moderni strumenti dedicati alla microscopia per le ricerche anatomo-istologiche e per merito suo l'Università di Urbino poté vantare la presenza di una completa attrezzatura per la cultura in vitro, tecnica per quei tempi innovativa. Questo fu un periodo molto produttivo dal punto di vista delle pubblicazioni scientifiche: fu autrice di oltre duecento pubblicazioni, fra queste una lunga serie dedicata agli aspetti anatomici e organogenetici di tessuti coltivati in vitro di Mono e Dicotiledoni. Nel 1975 avviò i corsi estivi di erboristeria presso la stessa Università superando lo scetticismo iniziale di molti colleghi 

## Opere principali
- Caracteristiques morphologiques des tubercules de pommes de terre dévéloppés en des endroits écologiquements differents de l'Italie, Eur.Potato J, 8(4),1965.
- Ricerche sulla posizione sistematica del Ricinus communis L. I rapporti tra la struttura del fusto e il comportamento dei suoi espianti in vitro, Studi urbinati, 12(C), 26-32, 1969.
- Il bioritmo dell'Olea europaea L. nella zona di Urbino (Marche), in Studi urbinati, 15 (C), 11-17, 1972.
- Reazioni del meristema apicale e struttura dello xilema in micorrize di Quercus peduncolata Ehrh. con Tuber magnatum Pico, in Studi urbinati, 15 (C), 197, pp. 81–86.
- La poliembrionia della Funkia ovata Spreng. nel seme e nei tessuti dell'asse fiorale allevati in vitro, in Studi urbinati, 18 (C), 1976, pp. 101–118.
- L'opera botanica di Costanzo Felici da Piobbico valutata dopo quattro secoli, Accademia Raffaello (Collana di studi e testi, 6), Urbino, 1977, pp 31–58.
- L'umanità di Alessandro Ghigi, in Natura e montagna, anno XXXVII, 3, 1980, p. 208.
- Un giudizio su Costanzo Felici da Piobbico, medico-botanico marchigiano del 1500, in Studi urbinati, 19 (C), 1977, pp. 157–180.
- La coltura in vitro dei tessuti vegetali e le sue applicazioni in agricoltura, in Esercitazioni - Accademia Agraria, Pesaro, 12, 1980, pp. 31–35.
- Studio sulla coltivazione della patata in funzione del bioclima nella Provincia di Pesaro e Urbino e applicazioni pratiche nelle colture in vitro, in Esercitazioni - Accademia Agraria, Pesaro, 12, 1980, pp. 171–205.
- Micropropagazione di Cynara scolymus L. da tessuti in vitro, in Studi sul carciofo, Laterza, Bari 1981, pp. 231–238.
- Influenza del bioclima di zone litorali marchigiane su Cynar, Pesaro, 13, 1982, pp. 31–39.
- Olea europaea L.: capacità di ricostituzione e resistenza al freddo (1984-85), in Esercitazioni - Accademia Agraria, Pesaro, 17, 1985, pp. 67–94.
- L'Orto Botanico dell'Università di Urbino, in Esercitazioni - Accademia Agraria, Pesaro, 19, 1987, pp. 189–206.
- L'opera medica e botanica di Vincenzo Ottaviani 1790-1853, Accademia Raffaello, Urbino 1987.
- Danni ai fiori e ai frutti di Prunus persica Stok., indotti dal freddo tardivo dell'inverno 1988 in provincia di Pesaro-Urbino, in Esercitazioni - Accademia Agraria, Pesaro, 20, 1988, pp. 197–203.
- Influenza delle condizioni biometeorologiche sulla coltura del grano nell'annata agraria 1988-1989, in località dell'urbinate II, in Esercitazioni - Accademia Agraria, Pesaro, 21, 1990, pp. 3–19.